# 与良ヱ

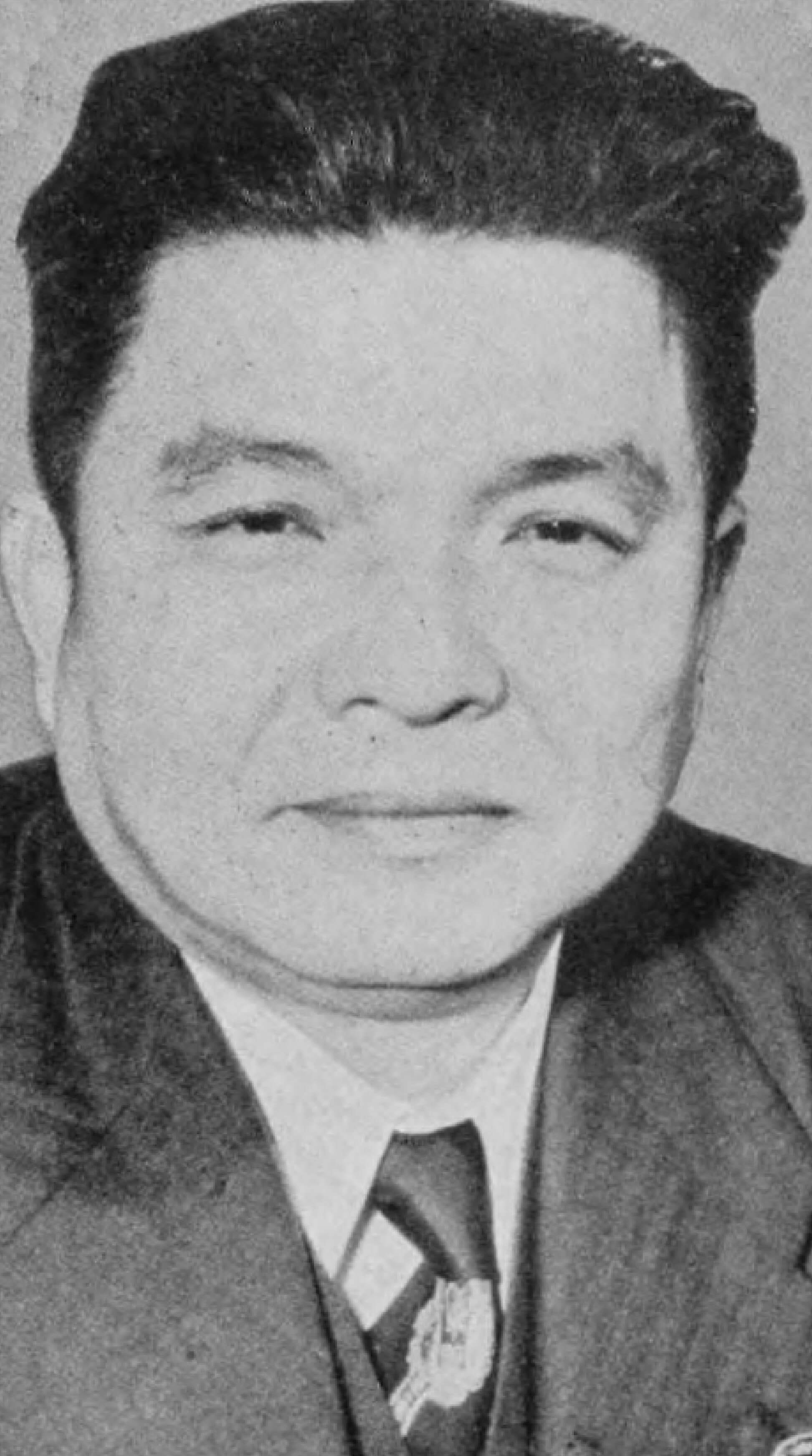
与良ヱ（1951年撮影）

与良 ヱ （よら あいち、旧字体：與良 ヱ、1908年1月1日 – 1968年4月11日）は、日本の実業家。中部日本新聞社社長、共同通信社理事。

## 経歴
愛知県出身。父は名古屋新聞社社長を務めた与良松三郎。一風変わった名前は父・松三郎による命名である。元は出生の地にちなみ「愛知」と名づけようとしたが、画数の多さを感じ「アイチ」となり、更に考えを巡らせていくうちに「ア一」となり、最後には漢字のように見せようと一字に直し「ヱ」と名付けられた。
愛知一中を経て、1928年に名古屋高等商業学校（現名古屋大学経済学部）を卒業し、名古屋新聞社に入社した。1942年の新愛知新聞社との合併で誕生した中部日本新聞社発足の際には監査役に就任した。応召、復員の後、1946年中部日本新聞社取締役兼東京総局長、1951年には編集局長を兼務した。翌年に役員が起こした横領事件の責任を取る形で辞任した杉山虎之助の後を受けて第3代社長に就任し、1954年の中日スポーツ発刊や、1956年の東京中日新聞発刊などの陣頭指揮を執った。
1958年、経営難に陥っていた産業経済新聞社副社長に請われて就任した。当時の社長は水野成夫であった。
1960年、代表取締役東京駐在として復帰、1961年に第5代社長へ就任し中日ドラゴンズのオーナーを兼務した。東京新聞社と業務提携し、その後営業権を譲り受けたが、東京新聞再建途上の1968年に急死した。享年60。死去後、正四位に列せられ、勲二等瑞宝章を叙勲された。